# Alexandru al II-lea Mavrocordat
Alexandru al II-lea  Mavrocordat, supranumit Firaris (în traducere fugarul; n. 1 iulie 1754, Constantinopol, Imperiul Otoman – d. 8 februarie 1819, Moscova, Imperiul Rus) a fost domn al Moldovei între 12 ianuarie 1785 și 14 decembrie 1786.

## Domnie
Alexandru al II-lea a fost fiul lui Ioan Mavrocordat, fratele lui Constantin Mavrocordat.  Înainte de a deveni domn al Moldovei, a fost dragoman al Porții. Ca domn s-a aflat în bune relații atât cu Rusia cât și cu Austria, care se pregăteau pentru război împotriva Turciei.  
Doar un an după de la sosirea lui Alexandru al II-lea la Iași, consulul austriac, Raicevici, care începuse să-și impună voința la curtea Moldovei, a cerut Porții mazilirea domnitorului deoarece acesta părea prea interesat de politica țarului Rusiei.[1] Alexandru al II-lea nu a așteptat sosirea firmanului de mazilire, ci s-a refugiat împreună cu familia la Petersburg unde țarul i-a acordat titlul de Principe. Ulterior, el s-a aflat printre conducătorii mișcării de eliberare a Greciei de sub jugul turcesc, în perioada numită în istorie „pre-eteria”. El a rămas în Rusia până la sfârșitul vieții în 1809 întreținând permanent corespondență permanentă cu soția sa, Zamfira, care trăia la Constantinopol.
Alexandru al II-lea s-a căsătorit la Constantinopol cu Zamfira, fiica lui Nicolae Caragea, domnitor al Țării Românești între 1782 și 1783).